# Didier Bilé
Pour les articles homonymes, voir Bilé (homonymie).
Didier Bilé, né en 1969, est un chanteur ivoirien, auto-proclamé « le roi du zouglou ».

## Biographie
Né en 1969, Didier Bilé obtient le baccalauréat en 1990, en sciences au Lycée de Grand-Bassam. Il fait ses études universitaires à l’université d'Abidjan-Cocody, en 1990 et s’installe sur le campus de Yopougon où les racines d’un nouveau genre musical voient le jour : le zouglou.
Il est considéré comme « l'un des pionniers » voire comme « l'un des fondateurs » du zouglou.

### Carrière
Connu pour ses animations lors des diverses manifestations culturelles et sportives, il ne tarde pas à se joindre à l'équipe de Christian Gogoua dit « Go-Christie ». Il se met alors à composer des titres qui dénoncent les conditions dans lesquelles lui et ses congénères poursuivent leurs cursus respectifs. Le succès est immédiat car le premier album, autofinancé, s'arrache à plus de 90 000 exemplaires dans tout le pays.

## Distinctions
En 2018, au cours d'une cérémonie qui lui rend hommage, une œuvre d'art est offerte à Didier Bilé par le député Ibrahim Bacongo Cissé.
En 2020, il devient chevalier dans l'ordre du Mérite culturel de Côte d'Ivoire.

## Discographie
- 2004 : Didier Bilé
- 2002 : La Zouglouthèque
- 2000 : Africa
- 1998 : Collectif Zouglou
- 1997 : Ivoir'compil Vol. 2
- 1995 : Reve et réalité
- 1992 : Anango Plan
- 1991 : Gboglo Koffi